# طراز إمبراطوري

قوس النصر في باريس - مبني على الطراز الامبراطوري.

الطراز الإمبراطوري أو طراز الإمبراطورية (بالإنجليزية: Empire style)‏ هو أسلوب فنّي نشأ في فرنسة خلال العقد الأول من القرن التاسع عشر ميلادي، عندما بلغت امبراطورية نابوليون بونابرت أوج قوّتها.
والطراز الأمبراطوري لا يعدو أن يكون وجهاً من وجوه الكلاسيكية المُحدَثة.